# 3 000 meter hinder för damer i friidrott vid olympiska sommarspelen 2024
Damernas 3 000 meter hinder vid olympiska sommarspelen 2024 avgjordes den 4 och 6 augusti 2024 på Stade de France i Frankrike. 36 idrottare från 21 nationer deltog i tävlingen. Det var 5:e gången grenen fanns med i ett OS och den har funnits med i varje OS sedan 2008.

Video på loppet.

Titelförsvararen Peruth Chemutai kom tillbaka som säsongens världsetta, knappt före världsrekordhållaren Beatrice Chepkoech som vann VM 2019 och blev silvermedaljör i VM 2023. Guldmedaljören från VM 2023 Winfred Yavi var också på plats. Dessa tre idrottare vann sina respektive heatkval på vägen till finalen. 2022 års världsmästare Norah Jeruto, 2019 års bronsmedaljör Gesa Krause och 2023 års bronsmedaljör Faith Cherotich var också närvarande.
I finalen gick Chemutai, Chepkoech, Cherotich och Sembo Almayew till täten efter startskottet, och satte ett högt tempo som drog ut klungan. På andra varvet skapade de fyra en liten lucka till resten men Yavi anslöt sig snabbt till dem. Chepkoech tog över ledningen under de kommande tre varven, och sen tog Chemutai åter första platsen. Almayew flyttade sig upp till hennes axel. Yavi flyttade upp till den kämpande Cherotich för att ha koll på dem längst fram. Med två varv kvar kämpade Almayew för att hålla tempot. När klockan ringde för att markera sista varvet var Chemutai, Chepkoech och Yavi längst fram i en tät trio i den ordningen. Genom kurvan sprang Yavi förbi Chepkoech och placerade sig bakom Chemutai. På upploppet stack de två från dem bakom sig. Cheriotich sprang förbi Chepkoech som hade det kämpigt och tog tredje platsen. Genom det sista vattenhindret hade Chemutai fördelen att hålla den inre linjen. Bakom dem sprang Alice Finot, snabbast av dem alla, hon kom ikapp Alamyew och Chepkoech och ställde in siktet på Cherotich. På väg in till det sista hindret tog sig Yavi förbi Chemutai men snubblade sedan och båda hoppade över hindret samtidigt. Till en början såg det ut som om Chemutai hade övertaget, men Yavi, som inte är känd för att vara en snabb spurtare, uppvisade bättre sprintform och fart och drog ifrån under de sista meterna för att ta guldet, på nytt olympiskt rekord. Chemutai tog silvret och Cherotich höll undan för Finot och tog bronset.
| Spel                     | Guld                 | Silver                 | Brons                 |
| 3 000 meter hinder damer | Winfred Yavi Bahrain | Peruth Chemutai Uganda | Faith Cherotich Kenya |

## Kvalificering till OS-grenen
Kvalificeringsperioden för damernas 3 000 meter hinder var mellan 1 juli 2023 och 30 juni 2024. 36 idrottare kvalificerade sig till evenemanget, med högst tre idrottare per nation, genom att klara av kvalificeringsstandarden 5,82 meter eller genom sin världsranking i friidrott för denna gren.

## Schema
Alla tider är CET.
| Datum          | Tid   | Omgång |
| -------------- | ----- | ------ |
| 3 augusti 2024 | 10:10 | Kval   |
| 5 augusti 2024 | 19:00 | Final  |

## Resultat
Noteringarnas förklaring finns längst ner.

### Kval
De fem första i varje heat 0Q0 gick till final.

#### Kval 1
| Placering | Idrottare        | Nation         | Tid     | Noteringar |
| --------- | ---------------- | -------------- | ------- | ---------- |
| 1         | Peruth Chemutai  | Uganda         | 9:10,51 | 0Q0        |
| 2         | Faith Cherotich  | Kenya          | 9:10,57 | 0Q0        |
| 3         | Gesa Krause      | Tyskland       | 9:10,68 | 0Q0        |
| 4         | Courtney Wayment | USA            | 9:10,72 | 0Q0        |
| 5         | Lomi Muleta      | Etiopien       | 9:10,73 | 0Q0 PB0    |
| 6         | Marwa Bouzayani  | Tunisien       | 9:10,91 | 0PB0       |
| 7         | Carolina Robles  | Spanien        | 9:22,48 |            |
| 8         | Parul Chaudhary  | Indien         | 9:23,39 |            |
| 9         | Aneta Konieczek  | Polen          | 9:24,43 | 0PB0       |
| 10        | Daisy Jepkemei   | Kazakstan      | 9:24,69 |            |
| 11        | Aimee Pratt      | Storbritannien | 9:27,26 |            |
| 12        | Regan Yee        | Kanada         | 9:27,81 |            |

#### Kval 2
| Placering | Idrottare          | Nation         | Tid     | Noteringar |
| --------- | ------------------ | -------------- | ------- | ---------- |
| 1         | Winfred Yavi       | Bahrain        | 9:15,11 | 0Q0        |
| 2         | Sembo Almayew      | Etiopien       | 9:15,42 | 0Q0        |
| 3         | Valerie Constien   | USA            | 9:16,33 | 0Q0        |
| 4         | Elizabeth Bird     | Storbritannien | 9:16,46 | 0Q0        |
| 5         | Norah Jeruto       | Kazakstan      | 9:16,46 | 0Q0        |
| 6         | Olivia Gürth       | Tyskland       | 9:16,47 | 0PB0       |
| 7         | Ceili McCabe       | Kanada         | 9:20,71 |            |
| 8         | Kinga Królik       | Polen          | 9:26,61 | 0PB0       |
| 9         | Luiza Gega         | Albanien       | 9:27,41 |            |
| 10        | Flavie Renouard    | Frankrike      | 9:27,70 |            |
| 11        | Cara Feain-Ryan    | Australien     | 9:28,72 | 0PB0       |
| 12        | Jackline Chepkoech | Kenya          | 9:35,56 |            |

#### Kval 3
| Placering | Idrottare               | Nation     | Tid     | Noteringar |
| --------- | ----------------------- | ---------- | ------- | ---------- |
| 1         | Beatrice Chepkoech      | Kenya      | 9:13.56 | 0Q0        |
| 2         | Alice Finot             | Frankrike  | 9:14.78 | 0Q0        |
| 3         | Lea Meyer               | Tyskland   | 9:14.85 | 0Q0 PB0    |
| 4         | Alicja Konieczek        | Polen      | 9:16.51 | 0Q0 NR0    |
| 5         | Irene Sánchez-Escribano | Spanien    | 9:17.39 | 0Q0 PB0    |
| 6         | Ilona Mononen           | Finland    | 9:22.77 | 0NR0       |
| 7         | Marisa Howard           | USA        | 9:24.78 |            |
| 8         | Stella Rutto            | Rumänien   | 9:31.23 |            |
| 9         | Amy Cashin              | Australien | 9:32.93 |            |
| 10        | Tatiane Raquel da Silva | Brasilien  | 9:33.96 |            |
| 11        | Belén Casetta           | Argentina  | 9:34.78 |            |
| 12        | Xu Shuangshuang         | Kina       | 9:43.50 |            |

### Final
| Placering | Idrottare               | Nation         | Tid     | Notering |       |
| --------- | ----------------------- | -------------- | ------- | -------- | ----- |
| 1         | Winfred Yavi            | Bahrain        | 8:52,76 | 0OR0     |       |
| 2         | Peruth Chemutai         | Uganda         | 8:53,34 | 0NR0     |       |
| 3         | Faith Cherotich         | Kenya          | 8:55,15 | 0PB0     |       |
| 4         | Alice Finot             | Frankrike      | 8:58,67 | 0ER0     |       |
| 5         | Sembo Almayew           | Etiopien       | 9:00,83 |          |       |
| 6         | Beatrice Chepkoech      | Kenya          | 9:04,24 |          |       |
| 7         | Elizabeth Bird          | Storbritannien | 9:04,35 | 0NR0     |       |
| 8         | Lomi Muleta             | Etiopien       | 9:06,07 | 0PB0     |       |
| 9         | Norah Jeruto            | Kazakstan      | 9:08,97 |          |       |
| 10        | Lea Meyer               | Tyskland       | 9:09,59 | 0PB0     |       |
| 11        | Irene Sánchez-Escribano | Spanien        | 9:10,43 | 0PB0     |       |
| 12        | Courtney Wayment        | USA            | 9:13,60 |          |       |
| 13        | Alicja Konieczek        | Polen          | 9:21,31 |          |       |
| 14        | Gesa Felicitas Krause   | Tyskland       | 9:26,96 |          |       |
| 15        | Valerie Constien        | USA            | 9:34,08 |          |       |
| Källa:    | Källa:                  | Källa:         | Källa:  | Vind:    | Vind: |